# Mikheil Ashvetia
Mikheil Ashvetia (in georgiano მიხეილ აშვეთია?; Kutaisi, 10 novembre 1977) è un allenatore di calcio ed ex calciatore georgiano, di ruolo attaccante.

## Palmarès

### Giocatore

#### Club
- Supercoppa di Russia: 2

Lokomotiv Mosca: 2003, 2005
- Campionato russo: 1

Lokomotiv Mosca: 2004

#### Individuale
- Capocannoniere del campionato georgiano: 1

1998-1999 (26 gol)
- Capocannoniere della Coppa dei Campioni della CSI: 1

2001 (4 gol, a pari merito con Strypejkis, Vasiljuk, Marcão e Irismetov)